# 1909 Alekhin
1909 Alekhin је астероид главног астероидног појаса. Приближан пречник астероида је 17,42 km,
а средња удаљеност астероида од Сунца износи 2,424 астрономских јединица (АЈ).
Инклинација (нагиб) орбите у односу на раван еклиптике је 1,785 степени, а орбитални период износи 1379,114 дана (3,775 године). Ексцентрицитет орбите астероида износи 0,222.
Апсолутна магнитуда астероида износи 12,30 а геометријски албедо 0,070.
Астероид је откривен 4. септембра 1972. године.